# Bad Königshofen im Grabfeld
Bad Königshofen im Grabfeld település Németországban, azon belül Bajorországban. Lakosainak száma 6176 fő (2023. december 31.).

## Népesség
A település népessége az elmúlt években az alábbi módon változott:
| Lakosok száma | 1841 | 3207 | 4760 | 5901 | 5969 | 5984 | 6000 | 5995 | 5964 | 6176 |
|               | 1875 | 1950 | 1975 | 1987 | 2012 | 2014 | 2016 | 2017 | 2021 | 2023 |